# جواد شیخ‌الاسلامی
جواد شیخ‌الاسلامی (۱۳۰۰-۱۳۷۹) تاریخ‌نگار معاصر ایرانی.
جواد شیخ‌الاسلامی فرزند شیخ فضل‌الله شیخ‌الاسلام زنجانی در سال ۱۳۰۰ خورشیدی در شهر زنجان به دنیا آمد. تحصیلات ابتدایی را در زنجان و تحصیلات متوسطه را در کالج آمریکایی تهران (بعداً دبیرستان البرز) طی کرد.
پس از اتمام تحصیلات دبیرستانی وارد دانشکده حقوق دانشگاه تهران شد و سپس برای تکمیل تحصیلات، به انگلستان رفت و موفق به اخذ درجه فوق لیسانس از دانشگاه آکسفورد شد. پس از آن دورهٔ دکتری در رشته علوم سیاسی و اقتصادی را دردانشگاه هایدلبرگ آلمان گذراند و رساله دکتری خود را با موضوع «تئوری انقلاب و نهضت مشروطیت ایران» به زبان انگلیسی نگارش کرد. در طی دوران اقامت در اروپا به بررسی آرشیوهای اسناد دیپلماتیک مربوط به ایران پرداخت. نتایج تحقیقات او طی این دوران به‌صورت مقاله‌هایی در زمینهٔ تاریخ سیاسی ایران در اواخر عصر قاجار و اوایل عصر پهلوی، در نشریه‌هایی چون سخن، یغما، راهنمای کتاب و اطلاعات سیاسی-اقتصادی منتشر می‌شد. تعدادی از مهم‌ترین این مقالات بعداً به‌صورت مجموعه‌های جداگانه به چاپ رسید.
دکتر جواد شیخ‌الاسلامی پس از ۲۳ سال اقامت در خارج از کشور در سال ۱۳۴۶ به ایران برگشت و به مدت دو سال در وزارت علوم و آموزش عالی مشغول به کار شد. در سال ۱۳۵۲ در دانشکده حقوق و علوم سیاسی دانشگاه تهران به‌عنوان استادیار تمام‌وقت مشغول تدریس شد و به مدت ۶ سال عضو هیئت علمی دانشگاه تهران بود. در دوران تدریس در دانشگاه، در رشته‌های دیپلماسی ایران، دیپلماسی عمومی، اندیشه سیاسی غرب، تاریخ سیاسی ایران از انقلاب مشروطه تا پایان دورهٔ پهلوی، سیاست و حکومت در خاورمیانه، مطبوعات سیاسی معاصر، تحولات سیاسی و اجتماعی ایران، و تاریخ روابط بین‌الملل از ۱۸۷۰ به بعد تدریس می‌کرد.
دکتر جواد شیخ‌الاسلامی در ۲۸ فروردین ۱۳۷۹ در ۷۹ سالگی در تهران درگذشت.

## آثار
- خاطرات سیاسی سر آرتور هاردینگ، بخش ایران (ترجمه) ۱۳۶۳
- اسناد محرمانهٔ وزارت خارجهٔ بریتانیا دربارهٔ قرارداد ۱۹۱۹ ایران و انگلیس، جلد اول ۱۳۶۵
- قتل اتابک و شانزده مقالهٔ تحقیقی دیگر، ۱۳۶۷
- اسناد محرمانهٔ وزارت خارجهٔ بریتانیا دربارهٔ قرارداد ۱۹۱۹ ایران و انگلیس، جلد دوم ۱۳۶۸
- سیمای احمدشاه قاجار، جلد اول ۱۳۶۸
- افزایش نفوذ روس و انگلیس در ایران عصر قاجار (مجموعهٔ مقالات) ۱۳۶۹
- خاطرات سیاسی سر آرتور هاردینگ (ترجمه) ۱۳۷۰
- سیمای احمدشاه قاجار، جلد دوم ۱۳۷۲
- صعود و سقوط تیمورتاش (به روایت اسناد محرمانه وزارت‌خارجه انگلیس)، ۱۳۷۹
- نامه های خصوصی سر سسیل اسپرینگ رایس ،وزیر مختار انگلیس در دربار ایران (در عهد سلطنت مظفرالدین شاه و محمد علی شاه قاجار) (ترجمه)۱۳۷۵
- رساله درباره آزادی(ترجمه)، جان استوارت میل(1338)بنگاه نشر و ترجمه کتاب